# Tango (provincie)

Mapa japonských provincií se zvýrazněnou provincií Tango

Provincie Tango (japonsky: 丹後国; Tango no kuni) byla stará japonská provincie ležící na pobřeží Japonského moře na ostrově Honšú. Na jejím území se dnes rozkládá severní část prefektury Kjóto. Sousedila s provinciemi Tadžima, Tanba a Wakasa.
V různých dobách byly hlavními městy provincie Maizuru a Mijazu.
V roce 713 (6. rok éry Wadó) byla oblast Tango administrativně oddělena od provincie Tanba (丹波国).